# 205

## Nașteri
- dată necunoscută: Plotin filosof grec (d. 270)